# NGC 4859
NGC 4859 este o galaxie lenticulară situată în constelația Părul Berenicei. A fost descoperită în 21 aprilie 1865 de către Heinrich Louis d'Arrest. Se află la o distanță de 105,08 megaparseci de Pământ.